# الکساندرو لوان کوزا، کاهول
الکساندرو لوان کوزا، کاهول (به لاتین: Alexandru Ioan Cuza, Cahul) یک منطقهٔ مسکونی در مولداوی است که در Cahul District واقع شده‌است.

## خصوصیات
الکساندرو لوان کوزا ۳۵ متر بالاتر از سطح دریا واقع شده‌است.